# Čierna Voda
Čierna Voda (in ungherese Feketenyék) è un comune della Slovacchia facente parte del distretto di Galanta, nella regione di Trnava.